# Sclerotium muscorum
Sclerotium muscorum är en svampart som beskrevs av Pers. 1801. Sclerotium muscorum ingår i släktet Sclerotium och riket svampar.   Inga underarter finns listade i Catalogue of Life.